# Damalina trigonoides
Damalina trigonoides är en tvåvingeart som beskrevs av Meijere 1914. Damalina trigonoides ingår i släktet Damalina och familjen rovflugor. Inga underarter finns listade i Catalogue of Life.